# Masters de París 1972
El Abierto de París 1972 fue un torneo de tenis jugado sobre moqueta. Fue la edición número 4 de este torneo. Se celebró entre el 30 de octubre y el 5 de noviembre del 1972.

## Campeones

### Individuales masculinos
Stan Smith vence a  Andrés Gimeno 6–2, 6–2, 7–5.

### Dobles masculinos
Pierre Barthes /  François Jauffret vencen a  Juan Gisbert /  Andrés Gimeno, 6–3, 6–2.
| Predecesor: París 1970 | Masters de París 1972 | Sucesor: París 1973 |